# Bojničky
Bojničky (hongrois : Bajmócska) est un village de Slovaquie situé dans la région de Trnava.

## Histoire
La première mention écrite du village date de 1113.

## Démographie

### Évolution de la population
| Année:               | 1994. | 2004.   | 2014.   | 2024.   |
| -------------------- | ----- | ------- | ------- | ------- |
| Nombre de personnes: | 1202  | 1291    | 1369    | 1421    |
| Différence:          |       | +7,40 % | +6,04 % | +3,79 % |

| Année:               | 2023. | 2024.   |
| -------------------- | ----- | ------- |
| Nombre de personnes: | 1431  | 1421    |
| Différence:          |       | -0,69 % |

## Patrimoine
Église catholique romaine Sainte Élisabeth de 1828 en style classique. Rénovée à deux reprises au XXe siècle en 1906 et 1932 - 1933.
Monastère moderne Saints Cyrille et Méthode construit en 2000.

## Économie
Présence de vignobles.